# ويستلاند دراقون فلاي
ويستلاند دراقون فلاي (بالإنجليزية: Westland Dragonfly)‏ هي مروحية أنتجت في 1950 بالولايات المتحدة. من صناعة ويستلاند هليكوبتر. صنع منها 133 طائرة.

## المستخدمون
- البحرية الملكية البريطانية
- المملكة المصرية
- سلاح الجو الملكي